# Amusquillo
Amusquillo est une commune de la province de Valladolid dans la communauté autonome de Castille-et-León en Espagne.

## Sites et patrimoine

Église San Esteban
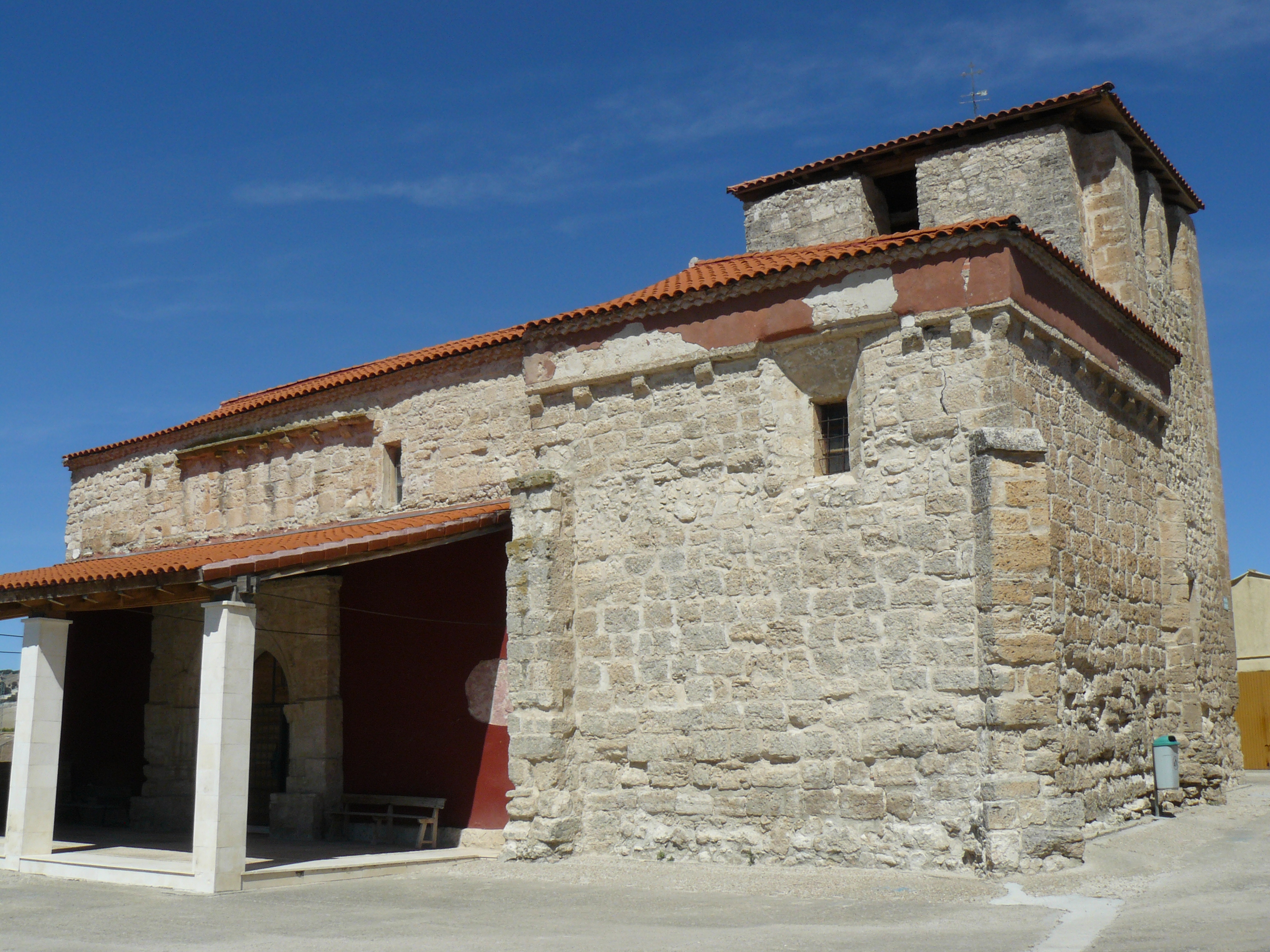
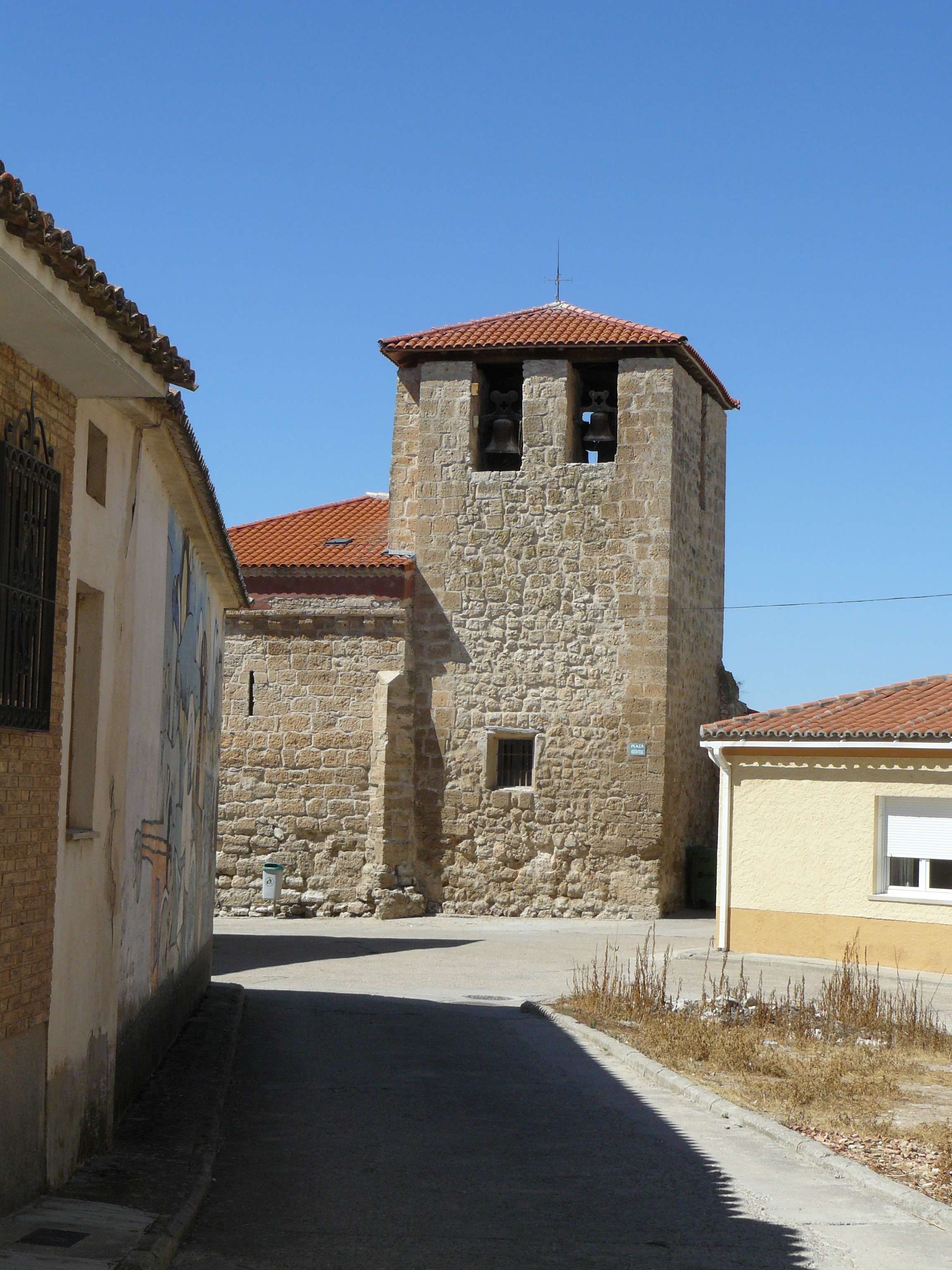
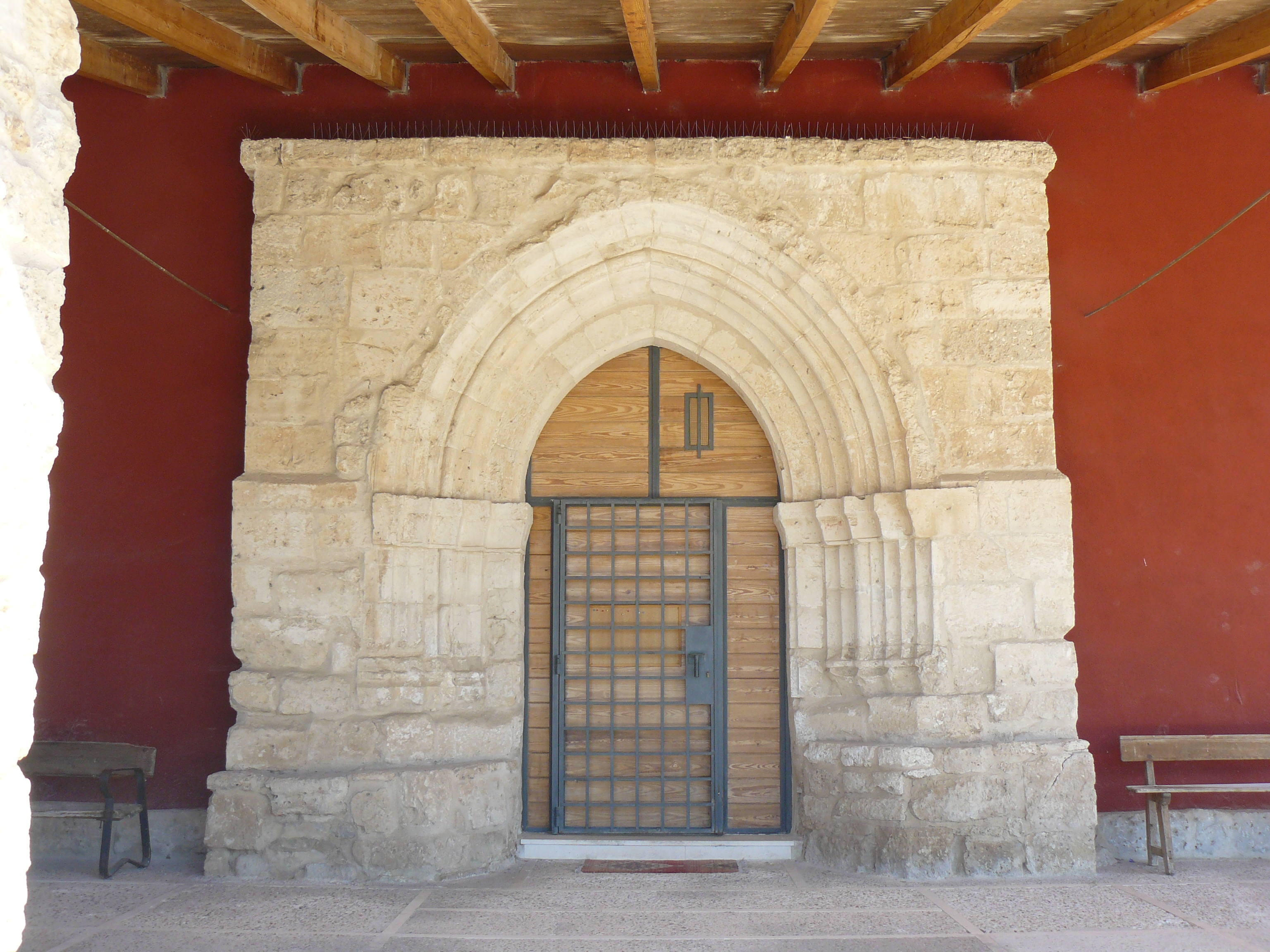

- Église San Esteban